# Křižanovice (district de Vyškov)
Pour les articles homonymes, voir Křižanovice.
Křižanovice (en allemand : Krischanowitz) est une commune du district de Vyškov, dans la région de Moravie-du-Sud, en République tchèque. Sa population s'élevait à 802 habitants en 2020.

## Géographie
Křižanovice se trouve à 16 km au sud-sud-ouest de Vyškov, à 25 km à l'est-sud-est de Brno et à 209 km au sud-est de Prague.
La commune est limitée par Letonice au nord, par Bučovice à l'est, par Rašovice au sud, et par Hodějice et Němčany à l'ouest.

## Histoire
La première mention écrite du village date de 1131.